# Schönwald (Baviera)
Schönwald è una città tedesca di 3 635 abitanti, situato nel land della Baviera.